# Институты усовершенствования учителей
Институты усовершенствования учителей — высшие и научно-методические учебные заведения в СССР и Российской Федерации, созданные в 1938 году, осуществляющие повышение квалификации и переподготовку  педагогических работников, основной задачей которых является обобщение и распространение передовых методов обучения и воспитания в системе образования.

## История

### Советская история
В 1938 году Постановлением СНК СССР начали создаваться первые институты усовершенствования учителей при министерствах народного образования союзных и автономных республиках, при краевых, областных и городских отделах народного образования. Основная учебно-методическая помощь институтам усовершенствования учителей оказывалась организациями связанными с педагогическими обществами СССР, научно-исследовательскими и учебными заведениями. 
На крупных республиканских институтах усовершенствования учителей в РСФСР, Грузинской ССР, Казахской ССР, Белорусской ССР, Украинской ССР, Азербайджанской ССР и Узбекской ССР были созданы собственные филиалы в областях и городах. Основной задачей центральных республиканских институтов было повышение квалификации руководящих работников народного образования и оказание учебно-методической помощи краевым, областным и городским институтам усовершенствования учителей. На 1964 год в Советском Союзе в целом было создано сто пятьдесят девять институтов усовершенствования учителей, на 1972 год их уже было — сто семьдесят восемь, из них в РСФСР было создано восемьдесят, в Украинской ССР — двадцать семь, Казахской ССР — девятнадцать, Узбекской ССР — тринадцать и в Белорусской ССР — восемь. 
Основной задачей институтов усовершенствования учителей являлось:  
- изучение состояния преподавания и качество знаний по отдельным предметам учащихся
- изучение, обобщение и внедрение в практическую деятельность образовательных учреждений современного педагогического опыта и достижения педагогической науки
- разработка учебно-методических рекомендаций различным учебным заведениям связанных с улучшением качества учебно-воспитательной работы в этих заведениях
- оказание постоянной помощи городским и районным методическим кабинетам в организации и проведении методической работы
- организация самообразование педагогов и работников народного образования
- организация педагогической пропаганды среди различных слоёв населения

Основной структурной учебной формой институтов усовершенствования учителей были очные и очно-заочные курсы повышения квалификации, которые занимались переподготовкой преподавательского и руководящего педагогического состава учебных заведений народного образования, курсы проводились не реже одного раза в год. Так же учебной формой институтов было проведения практикумов, методических семинаров, индивидуальных и групповых консультаций для педагогических кадров. Институты являлись организаторами проведения научно-практических конференций, педагогических чтений и педагогических выставок. Институты занимались разработкой учебно-методической литературы для учителей школ, а так же для помощи самообразования педагогических кадров и работников народного образования разрабатывали тематические задания, программы и списки рекомендуемой литературы. Институты занимаются разработкой планов повышения квалификации, в которых был предусмотрен вызов педагогических работников на семинары и курсы не реже одного раза четыре года.
С 1973 года в учебную структуру институтов усовершенствования учителей были созданы две кафедры: психологии и педагогики, с 1980 года в структуру институтов были добавлены ещё три кафедры — родного языка и литературы, методики преподавания отдельных учебных предметов и общественных наук.

### Российская история
В 1992 году в России было около восьмидесяти институтов усовершенствования учителей, в это время институты действовали на основании уставов принимаемых своим профессорско-преподавательским составом по согласованию с территориальными органами управления образовательной деятельностью. В структуре институтов были созданы методические советы которые решали основное направление деятельности курсов и утверждали планы занятий.
Основной формой работы институтов являлись очно-заочные курсы с годичным, одним или двух месячным сроками обучения, основная учебная структура института включает в себя кафедры.